# Воєводський заказник
Воєводський — ландшафтний заказник місцевого значення в Україні. Розташований на території Первомайського району Миколаївської області, у межах Благодатненської сільської громади.
Площа — 42,78 га. Статус надано згідно з рішенням Миколаївської обласної ради № 8 від 02.02.2013 року задля охорони флористичних комплексів неогенових кристалічних відслонень.
Заказник розташований у долині річки Велика Корабельна між селами Воєводське та Рябоконеве.